# Золовський Андрій Петрович
Золовський Андрій Петрович (22 серпня 1915 року — 20 травня 2000 року) — український географ, економіко-географ, картограф, доктор географічних наук, професор Київського національного університету імені Тараса Шевченка.

## Біографія
Народився 22 серпня 1915 року в селі Гвоздавка Друга, тепер Любашівського району Одеської області. Закінчив у 1941 році географічний факультет Одеського університету. Під час Другої світової війни воював на фронтах в Україні, на Кавказі, у Польщі, Німеччині. З 1946 року працював у Київському університеті науковим співробітником науково-дослідного інституту географії. За період викладацької роботи на геодезії та картографії у 1952—1976 роках обіймав посади старшого викладача, з 1955 року доцента, з 1970 професора. Кандидатська дисертація «Географія сільських населених пунктів правобережного лісостепу і Полісся Української РСР (спроба порівняльного економіко-географічного аналізу)» захищена у 1952 році. Захистив першу в Україні докторську дисертацію зі спеціальності «картографія» «Проблеми комплексного картографування економіки колгоспів і радгоспів адміністративних районів і областей УРСР» у 1969 році. У 1970—1977 роках керівник Сектора географії Інституту геофізики імені С. І. Субботіна НАН України, завідувач відділом картографії, з 1986 року провідний науковий співробітник-консультант.
Науковий соратник професора А. С. Харченко. Визнаний науковий керівник і фундатор нової наукової школи «Картографічні дослідження природи, населення та господарства, еколого-географічних проблем та ситуацій». Виконав наукове обґрунтування сільськогосподарського картографування, основні положення і практичні шляхи генералізації на комплексних економічних картах; розробив нові типи карт сільського господарства та охорони природи. Розробив наукові програми кількох комплексних атласів України. Склав та здійснив наукове редагування близько 200 оригінальних карт. Був відповідальним секретарем збірників наукових праць з комплексного тематичного картографування України, член редколегій журналів: «Вісник Київського університету. Серія Географія», «Вісник геодезії та картографії». Віце-президент Українського географічного товариства. Виконувач обов'язків голови бюро Відділення наук про Землю Президії АН УРСР та член секції геології, географії і геофізики Комітету з державних премій УРСР. Був обраний членом Міжнародної картографічної асоціації (ІСА), Національного комітету картографів СРСР, членом-кореспондентом комісії національних атласів Міжнародного географічного союзу США.

## Нагороди і відзнаки
Заслужений діяч науки та техніки України з 1985 року. Нагороджений 2 бойовими орденами, 3 медалями. Удостоєний диплому Географічного товариства СРСР рос. «За выдающиеся научные труды в области географических наук» у 1982 році. Почесний член Географічного товариства СРСР з 1980 року.

## Наукові праці
Автор понад 200 наукових праць. Автор і науковий консультант «Географічної енциклопедії України». Підготував 15 кандидатів, 4 докторів наук. Основні праці:
1. Атлас сільського господарства Української РСР. — К., 1958 (у співавторстві).
2. (рос.) Атлас природных условий и естественных ресурсов Украинской ССР. 1978.
3. Комплексне картографування економіки сільського господарства. — К., 1974.
4. Картографічні проблеми охорони природи. — К., 1978 (у співавторствіі).
5. Стан і перспективи розвитку географічних досліджень в Українській РСР. — К., 1980 (у співавторстві).